# Bulbophyllum brienianum
Bulbophyllum brienianum är en orkidéart som först beskrevs av Robert Allen Rolfe, och fick sitt nu gällande namn av Elmer Drew Merrill. Bulbophyllum brienianum ingår i släktet Bulbophyllum och familjen orkidéer. Inga underarter finns listade i Catalogue of Life.